# 完顏宗傑
完顏宗傑（—1127年8月1日），本名没里野。金太祖阿骨打之聖穆皇后唐括氏所生。胞兄金徽宗完顏宗峻（繩果）、豐王完顏宗朝（烏烈）。
天会五年六月庚辰日（1127年8月1日），逝世。1135年谥孝悼。1138年追封越王。海陵王篡位时，杀其妻。大定间，赠完顏宗傑太师，进封赵王。子鄧王完顏奭。

## 延伸阅读
[在维基数据编辑]
 《金史·卷69》，出自脱脱《遼史》